# Theodor-Heuss-Museum der Stadt Brackenheim

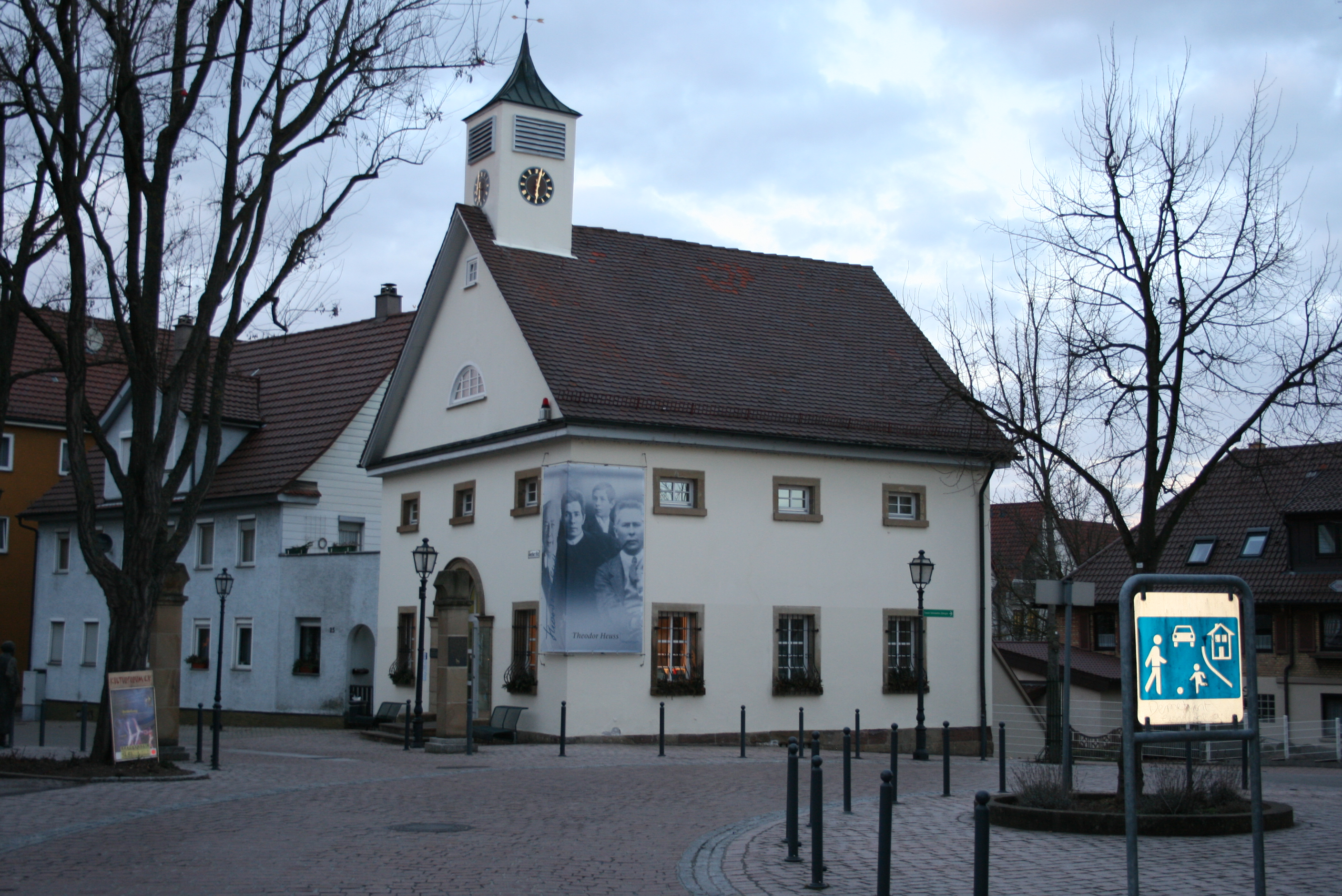
Das Theodor-Heuss-Museum in Brackenheim

Das Theodor-Heuss-Museum der Stadt Brackenheim beherbergt eine Ausstellung zum Leben und Wirken des ersten Bundespräsidenten Theodor Heuss, der am 31. Januar 1884 in Brackenheim geboren wurde.

## Ausstellung
Gezeigt werden einzelne Ausstellungsstücke aus den Jahren der Amtszeit als Bundespräsident und dem Lebenswerk als Politiker und Staatsmann, Journalist und Literat. Zahlreiche Schautafeln informieren über das Leben und Schaffen des Mannes, der in der ersten Hälfte des 20. Jahrhunderts auch Politikwissenschaftler und Reichstagsabgeordneter war. 1942 zur Zeit des Nationalsozialismus verboten die Machthaber jedoch auf Anweisung Adolf Hitlers den deutschen Zeitungen, Texte von Heuss abzudrucken. Er schrieb aber weiter unter Pseudonymen. Unter eigenem vollem Verfassernamen erschienen Biographien. Nach dem Zweiten Weltkrieg gestaltete Heuss ohne Vorgaben das Amt des Bundespräsidenten und prägte es für die Amtsnachfolger. Für Besucher sind vier Bereiche vorhanden:
- Im Gewölbekeller wird mit Schautafeln und einem Videofilm einen Einblick in das Umfeld von Theodor Heuss gegeben, das seine regionale Identität prägte: Die Kindheit im Brackenheim Ende des 19. Jahrhunderts, die enge Beziehung zur Landschaft des Zabergäus, zu Heilbronn und zum Weinbau. Es wird auch auf seine frühen literarisch-philosophischen Interessen und sein soziales Bewusstsein eingegangen.

- Im Erdgeschoss lässt eine Bild- und Toncollage das Leben von Theodor Heuss aus autobiografischer Sicht Revue passieren. Verschiedene Ebenen einer facettenreichen Persönlichkeit mit deren Interessen und Wirken in Geschichte und Literatur, Journalistik und Philosophie, Kunst und Staatslehre, Gesellschaft und Familie werden veranschaulicht.

- Im Obergeschoss zeigt eine Videopräsentation im Breitwandformat den Präsidenten der jungen Bundesrepublik Deutschland. Theodor Heuss wird von seinen Nachfolgern Walter Scheel, Richard von Weizsäcker und Roman Herzog biografisch gewürdigt. Dabei steht dessen historisch-politische Leistung und seine prägende Rolle beim Aufbau des jungen westdeutschen Staates im Vordergrund. An Exponaten ist der Sessel zu sehen, den der erste Bundespräsident für sein Arbeitszimmer anfertigen ließ. Er war von 1950 bis 1974 im Besitz des Bundespräsidialamts und kam am 31. Januar 2004, dem 120. Geburtstag Theodor Heuss’, zum Museum.

- Im Dachgeschoss befindet sich der Seminarraum des Museums, der gelegentlich auch für Trauungen und Tagungen genutzt wird. Dort wird auch eine Sammlung von Büchern, Urkunden und Veröffentlichungen von Theodor Heuss aufbewahrt.

Die Ausstellung wurde in dieser Form im Jahr 2000 eröffnet. Seither konnten über 50.000 Besucher verzeichnet werden.

Theodor-Heuss-Museum
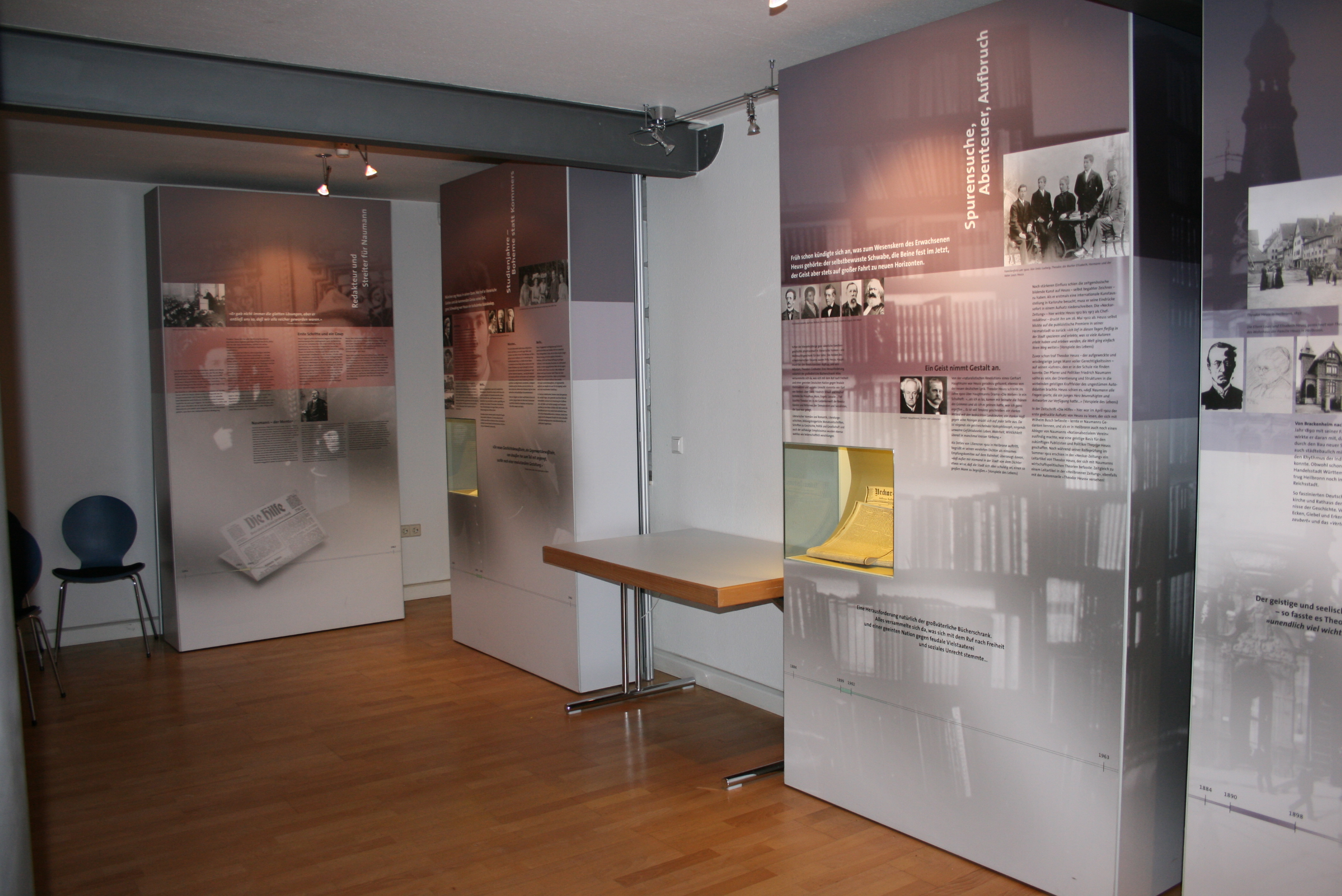
Schautafeln zum Wirken von Theodor Heuss als Journalist
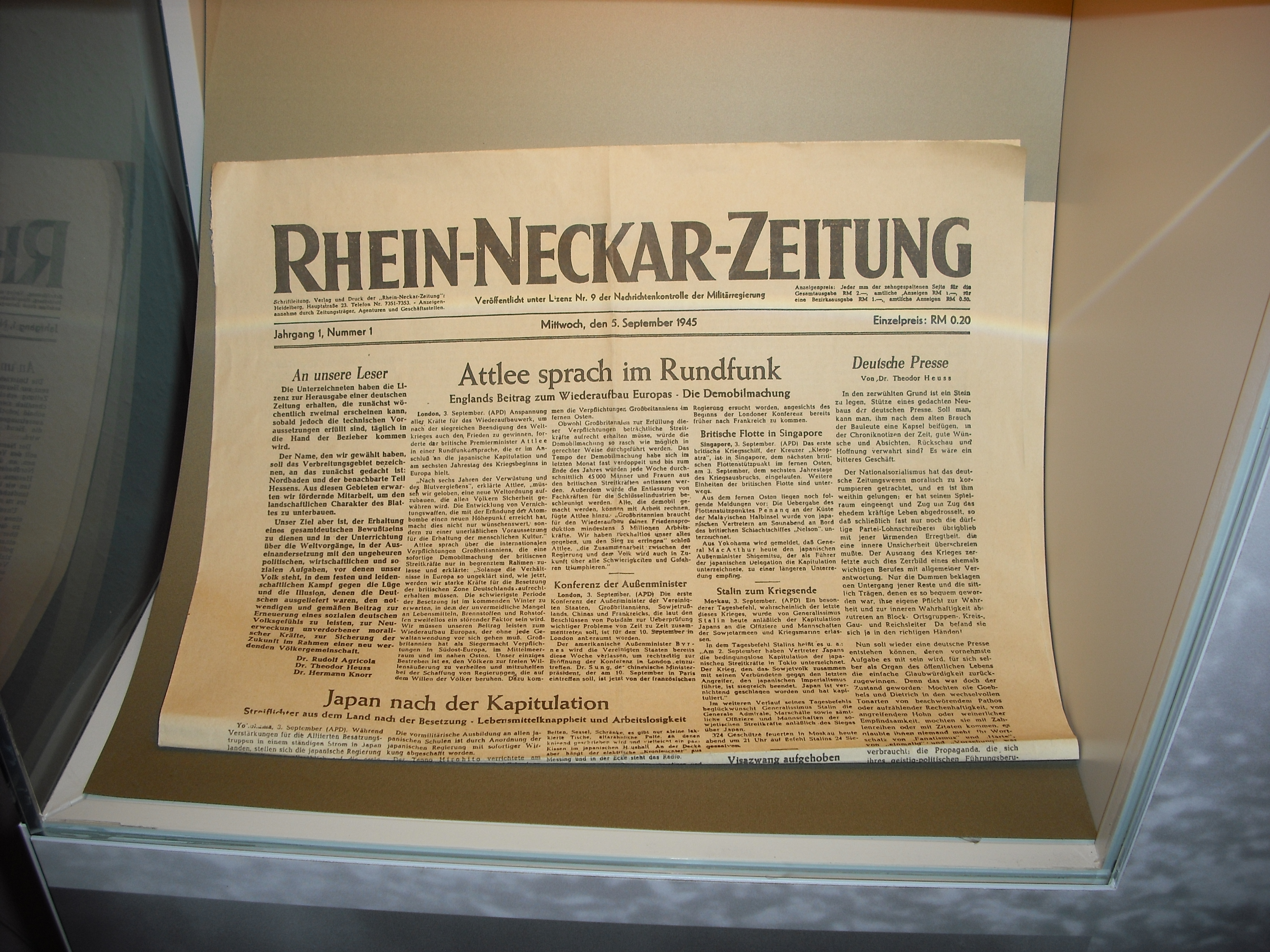
Erste Rhein-Neckar-Zeitung
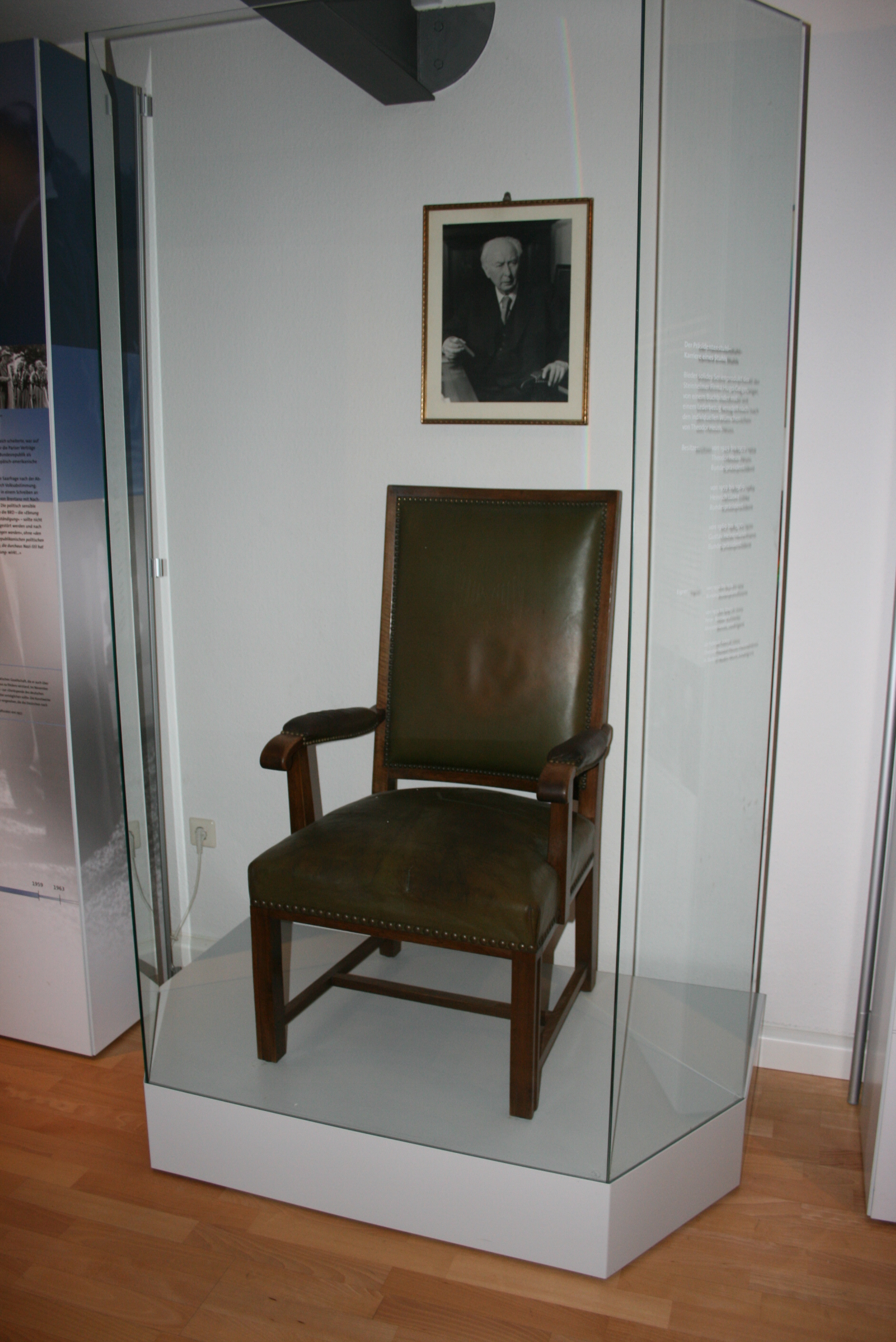
Der Amtssessel  des ersten Bundespräsidenten

## Gebäude
Im Museumsgebäude, dem Obertorhaus, war früher das Gefängnis des württembergischen Oberamts Brackenheim untergebracht. Das komplett entkernte Gebäude ist im Inneren völlig umgestaltet und auf die Belange des Museums zugeschnitten. 1968 wurde dort die erste Gedenkstätte für Theodor Heuss in Brackenheim eingerichtet.

## Umgebung

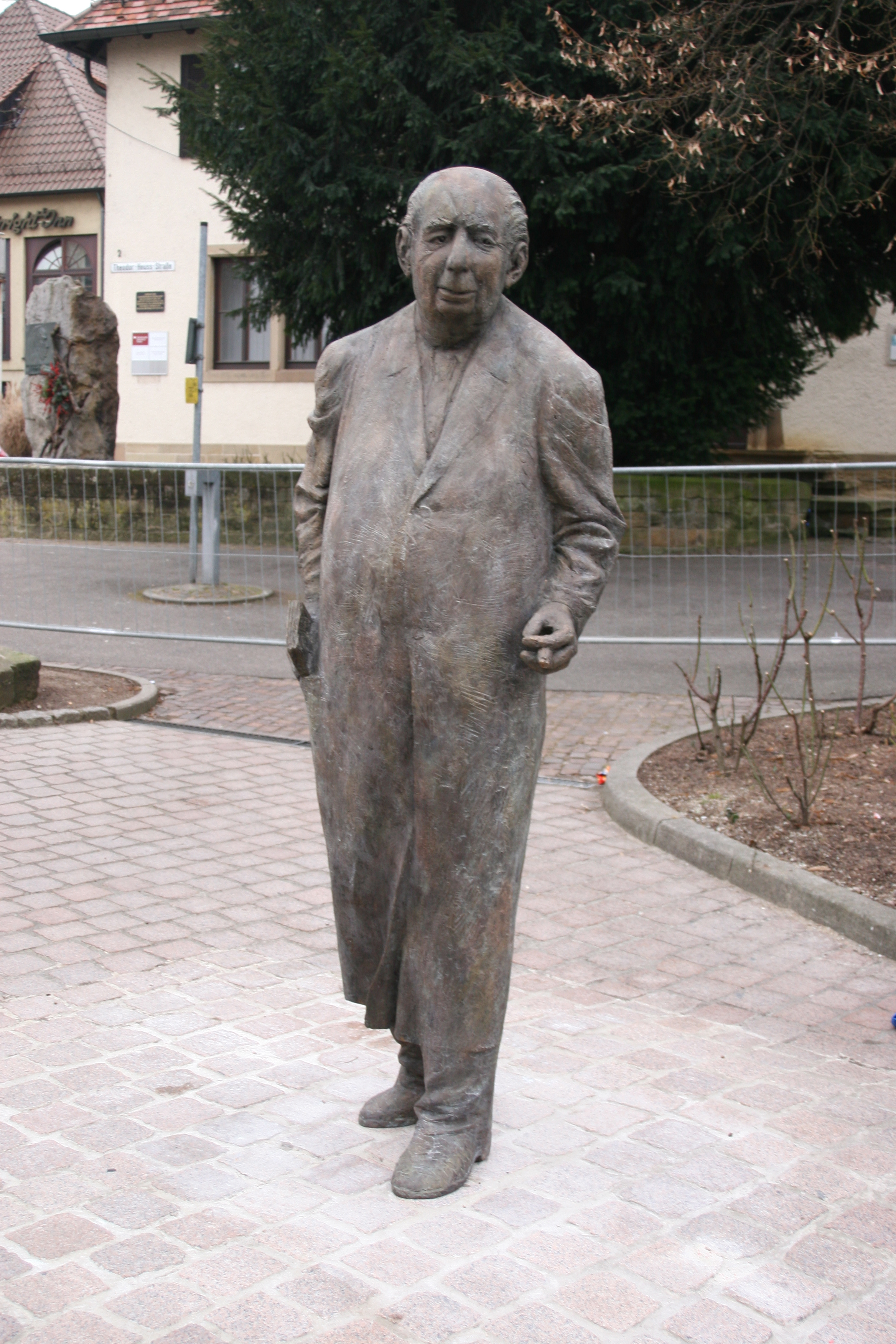
Heuss-Plastik aus Bronze vor dem Museum

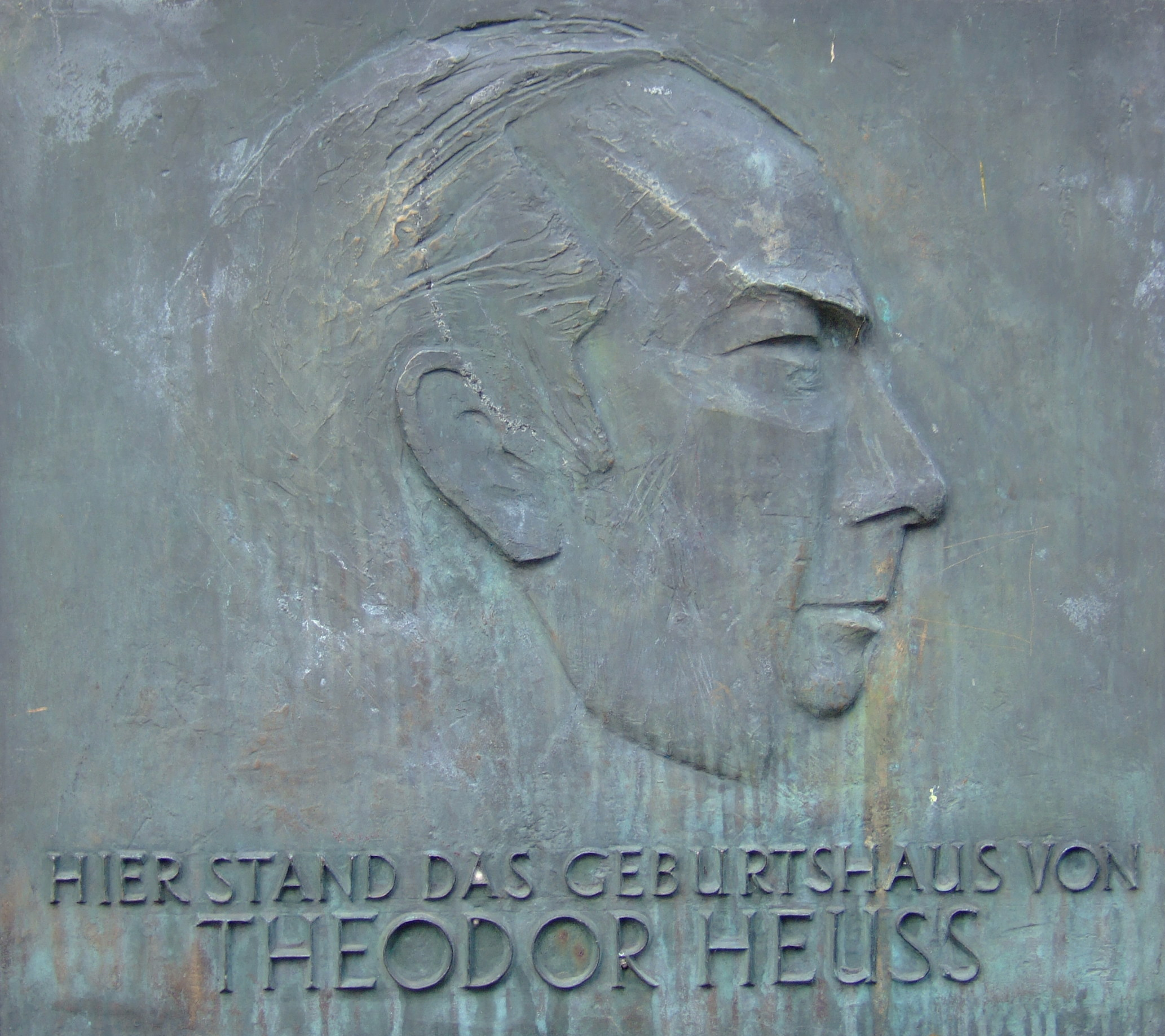
Gedenktafel am Ort, wo das Geburtshaus von Theodor Heuss stand.

Gegenüber dem Eingang steht eine lebensgroße Bronzefigur des Bundespräsidenten, gefertigt von Karl-Henning Seemann zum 125. Geburtstag von Heuss am 31. Januar 2009. In der Nähe des Museums ist ein Gedenkstein, der mit einer angebrachten Bronzetafel, gefertigt von Fritz Melis an die Stelle erinnert, wo das Geburtshaus von Theodor Heuss stand. Dieses wurde 1951 abgerissen, um ein Gebäude für die Weingärtnergenossenschaft zu errichten. Heuss gab hierfür sein Einverständnis und war später mehrfach Gast im „Probierstüble“. Das war ihm wichtiger als (Zitat:)„...romantischer Ruhm auf Vorrat.“ 